# Chlenias stenosticha
Chlenias stenosticha là một loài bướm đêm trong họ Geometridae.